# Crític (mitjà de comunicació)
Crític és un mitjà de comunicació especialitzat en periodisme d'investigació i anàlisi crítica de la realitat social i política de Catalunya. Nascut el setembre de 2014, és impulsat pels periodistes Roger Palà, Sergi Picazo i Joan Vila. L'edita una cooperativa de periodistes i compta amb una cinquantena de socis col·laboradors. Anualment, publica una revista monogràfica, el primer número de la qual es va dedicar al procés independentista català.
El 10 de juny de 2014 inicià una campanya de recaptació de 25.000 euros a través de la plataforma de micromecenatge Verkami. Es va presentar en societat el 18 de setembre del mateix any al Centre de Cultura Contemporània de Barcelona, amb més de 40.000 euros recaptats. El seu primer reportatge d'investigació publicat va ser sobre el deute de la Generalitat de Catalunya amb els bancs.
Crític afirma basar-se en tres línies bàsiques d'actuació: «la investigació de silencis mediàtics, el periodisme reposat i en profunditat, i l'anàlisi i l'opinió amb veus crítiques». Els fundadors asseguren que aposten pel «periodisme reposat o slow journalism: menjar poc i pair bé», cosa que els permet «defugir el fast food informatiu i el "periodisme de tuits"».
El 2025, el mitjà va ser nominat als Premis CRIT en la categoria d'informació i actualitat.